# ナノプテリギウス
ナノプテリギウス（学名:Nannopterygius）は、中期ジュラ紀カロビアン期から後期ジュラ紀チトニアン期にかけて生息していたオフタルモサウルス科の魚竜の属。化石はイギリスとドイツから発見されており、当時は温暖な浅い海がヨーロッパの大部分を覆っていたため、開けた海洋ではなくサンゴ礁の近くの浅海に生息していたとみられている。

## 発見
最初の化石はキンメリッジアン期にあたるイギリスのドーセット州キンメリッジ湾に位置する Kimmeridge Clay 層から発見され、1871年に Hulke が記載しイクチオサウルス属の Ichthyosaurus enthekiodon として命名した。これは歯がセメント質に覆われていて他の魚竜よりも脱落しにくいことを考慮したものである。模式標本の保存状態は悪く、頭骨は分断されていた。また、不完全な前肢と胸帯、不完全な後肢、断片化した腰帯からなる。
この1年前、Hulke は同じ場所で発見した生物の遺骸を魚竜として記載し、Enthekiodon 属として命名した。このとき種レベルの分類は行われなかった。これらは既に失われたが、Hulkeはこれらの標本が種レベルに分類可能なものとして考えた。
1922年、Hueneが小さな四肢にちなんで命名した新属ナノプテリギウスにこの種を再分類した。最初の化石はほぼ完全であるが潰れており、立体を保っていない。残りの化石は全て断片的なものである。

## 特徴
ナノプテリギウスの全長はわずか2.5メートルで、魚竜にしては小さい部類であった。全長のうち1メートルは尾であり、深く枝分かれしておそらく対称性を持つ尾びれを形成していたと考えられている。東部は50センチメートルで、吻部は細く典型的であった。オフタルモサウルス科として分類される根拠ともなった目は大きく、強膜輪が内部に存在した。化石の状態のため正確な個数は不明であるが、円盤状の椎骨が最低でも60個存在し、ナノプテリギウスが柔軟で機敏な遊泳動物であったことが示唆されている。肋骨は長く湾曲していたが、連携してはいなかった。
多くの特徴はオフタルモサウルスに近いが、ヒレは小さく、前肢は約25 - 30センチメートルで後肢はわずか10 - 15センチメートルにすぎなかった。このため姿は流線型で魚雷のようだったが、揚力の発生や素早い方向転換が困難になった可能性がある。この場合は長距離の遊泳では非効率的だが短距離では高速遊泳が可能であった。それゆえ、生息域としていた浅海で魚群に突撃する潜伏型の捕食動物であった可能性がある。